# Universiteit van KwaZoeloe-Natal
De Universiteit van KwaZoeloe-Natal is een universiteit in de provincie KwaZoeloe-Natal in Zuid-Afrika. De universiteit ontstond door de fusie in 2004 van de Universiteit van Natal (sinds 1910) en de Universiteit van Durban-Westville (sinds de jaren zeventig).
De universiteit kent vier Colleges die onderverdeeld in Schools. De colleges zijn:
- College of Humanities (geesteswetenschappen)
- College of Agriculture, Engineering and Science (landbouw, techniek, natuurwetenschap)
- College of Health Sciences (geneeskunde en volksgezondheid)
- College of Law and Management Studies (rechtsgeleerdheid en management).

De universiteit is verder te verdelen in de volgende faculteiten:
- Howard College Campus, Durban
- Pietermaritzburg Campus, Pietermaritzburg
- Westville Campus, Westville
- Nelson Mandela Medical School, Durban
- Edgewood Campus, Pinetown

Tijdens de apartheid werden tot de universiteit van Natal alleen blanken toegelaten, in de vestiging in Durban alleen zwarten, en aan de Universiteit van Durban-Westville alleen studenten van Aziatische etniciteit.

## Verbonden

### Als hoogleraar
- Alan Whiteside (1956), aidsonderzoeker